# Forêt nationale de Wallowa-Whitman
La forêt nationale de Wallowa-Whitman est une forêt fédérale protégée située dans l'Oregon, aux États-Unis.